# Плотина Банд-е Сардех
Плотина Банд-е-Сардех  расположена на востоке района Андар в провинции Газни в Афганистане и была построена в  1967 году с помощью СССР во время правления Мухаммеда Захир Шаха до Советской войны в Афганистане. Плотина обеспечила орошение более чем 67 000 джерибов земель после завершения. В настоящее время только 2000 джерибов земли используется под пашню. Максимальная емкость водохранилища составляет 259 миллионов кубометров воды, а резервуар вмещает около 164 миллионов галлонов в настоящее время.
Комплекс плотины включает в себя собственно земляную плотину, водозабор, водосброс, один основной канал (который разделяется на две ветви - 21,5-километровый канал с 6 суб-каналами и 30-километровой левый канал с 16 суб-каналами) и административные здания.
Водохранилище питается рекой Джилга, которая течет с севера на юг из провинций Пактика и Пактия. Река также помечена как Гардез к северу от дамбы и Сардех — к югу (Национальный Атлас Демократической Республики Афганистан, стр. 13-14).

## Контекст
К. Дж. Чиверс так писал об этой плотине в The New York Times: «Москва строила школы, дороги, аэропорты и плотины, и поддерживала министерства. Советские представители набирали студентов и чиновников для обучения, и приглашали элиту страны и её чиновников, а также интеллектуалов учиться в СССР. Образование, развитие и модернизация — как эта плотина, которая до сих пор влияет на борьбу с наводнениями и ирригацией вниз по течению, — сыграло немалую роль в кремлёвской политике в отношении Афганистана, которая в конце концов провалилась».
Дамба была построена в тот же период как высокая Плотина в Асуане, Египет, указывая на Большую Советскую стратегию развития стран третьего мира, он стремился подвести под свою сферу влияния. Большие буквы русского письма по-прежнему присутствуют внизу по течению реки (в ознаменование завершения строительства по-русски и на пушту. Слева можно прочитать: «сарде 1967», а справа: «دسرده بند۱۳۴۶»).

## Восстановление
По данным USAID в Газни инфраструктуры Оценка потребностей: сентября 14 — 18, 2003 Архивная копия от 25 февраля 2017 на Wayback Machine заместитель губернатора и другие провинциальные чиновники согласились с тем, что главным приоритетом для реабилитации ирригационной инфраструктуры в провинции Газни является восстановление плотины. Директор плотины, а также местные фермеры, крайне разочарованы ходом восстановления. Директор сообщил, что 14 НПО, как национальным, так и международным было предложено провести оценку плотины и обзоры для финансирования восстановления. Из 14 НПО, только четыре провели оценку, и ни один не получил финансирование для работы на сегодняшний день. НПО, которые проводили оценку плотины: Международная инженерно-консалтинговая компания, ACLU, LERCC и ARA(местная НПО).
2 февраля 2010 года члены провинциальной группы по восстановлению и развитию Газни познакомилась с основными руководителями районе Андар, чтобы заручиться поддержкой для проекта массового полива и ремонту оросительных каналов, питаемых плотиной. «Специальная ирригационная система была построена для того чтобы распределить воду с плотины на протяжении большей части Андар, но из-за пренебрежения каналы пришли в негодность. В настоящее время вода течет только по 50 процентам каналов, что ограничивает возможности местных фермеров заработать на жизнь. Наши проблемы - это наши воды (поставка) и наши дороги», — сказал Нияз Мохаммад, староста деревни. «Нам не хватает воды, колодцев и дорог. Организаторы проекта надеются, что дают деньги за труд для малоимущих домашних хозяйств в районе. Проект может улучшить сельскохозяйственный потенциал для более 2000 человек».
В течение 7 августа 2011 пленарном заседании Мешрано Джирги (МДж) сенаторы предложил Комитету по ликвидации чрезвычайных ситуаций участвовать в восстановлении плотины. Один сенатор сказал: «На каналах полно грязи. Если её убрать, дамба может оросить тысячи гектаров земель сельскохозяйственного назначения».

## Военные действия
На дамбе базировались части Советский войск во время войны в Афганистане в 1980-х годах, а в настоящее время - гарнизон Национального батальона афганской армии. Рядом находится заброшенный аэропорт, который использовался во время советского присутствия, а теперь закрыт. Афганские и американские военные используют плотину как место сбора для местных жителей и старейшин, чтобы обсудить местную безопасность и военные события.

## Советское экспедиционное строительство плотины
Советский Союз построил много других плотин в других странах, так как он стремился распространить свою сферу влияния. Многие из этих проектов были осуществлены Российской фирмой под названием «Гидропроект».